# Crònica de Kíiv
La Crònica de Kíiv és una crònica eslava oriental de la Rus de Kíiv, escrita al voltant de l'any 1200 al Monestir de Sant Miquel de Vydubych com a continuació de la Relat dels  anys passats. Només se n'ha conservat una còpia. La Crònica d'Ipatiev del segle XV, en què es troba entre la Relat dels anys passats i la Crònica de Galítzia i Volínia. Cobreix el període des del 1118, en què acaba la Crònica primària, fins al 1200, tot i que la seua darrera entrada està datada erròniament el 1199. Una breu entrada final esmenta l'inici del regnat de Roman Mstislavich com a "autòcrata de tota Rússia" l'any 1201.
Entre les fonts utilitzades pel cronista anònim hi ha una crònica de la ciutat de Pereiàslav, cròniques sobre la Dinastia ruríkida (especialment de Rúrik II Rostislavich, Igor i Oleg Svyatoslavich, i Vladimir Glebovich), i una crònica del monestir de la Lavra de les Coves de Kíiv. Un editor hi va afegir material de la Crònica de Galítsia i Volínia del segle XIII. Com que les seues fonts, amb l'excepció de la crònica monàstica, són seculars i probablement no les escrigueren monjos, la Crònica de Kíiv és una història politicomilitar de la desintegració de la Rus de Kíiv. Conté un relat historiogràfic dels esdeveniments esmentats en l'èpica El conte de la campanya d'Ígor, en què la seqüència bàsica d'esdeveniments és la mateixa. També conté un relat ple de passió del martiri del príncep Ígor II Olgovich del 1147.
La Crònica de Kíiv conté referències a la caiguda de Jerusalem del 1187 i a la mort de l'emperador Frederic I del Sacre Imperi romanogermànic Barba-roja durant la Tercera Croada, del 1190.